# فريدريك توبي
فريدريك توبي (بالإنجليزية: Frederick Toby)‏ (9 ديسمبر 1888 بسيدني في أستراليا - 1963) هو لاعب كريكت أسترالي. لعب مع فريق تسمانيا للكريكت.

## وصلات خارجية
- فريدريك توبي على موقع إي آس بي آن كريك إنفو (الإنجليزية)